# ランダムハウス
ランダムハウス（Random House）は、アメリカ合衆国に所在する大手出版社である。

## 歴史

### 創業から1940年代
ランダムハウスの創業者の一人、ベネット・サーフは出版社ボニ・アンド・リヴライトで副社長をしていた。1925年、ベネット・カーフとドナルド・S・クロッパーはボニ・アンド・リヴライト社からモダン・ライブラリーを買収し、独立して事業を開始した。1927年、社名を変更し、ランダムハウスを設立した。名前の由来は「本題を離れてランダムに本をちょっとだけ出版するつもりと仲間内で言っていた」ことである。現在も使われている会社のロゴはこの時、友人のロックウェル・ケントが作成したものである。最初に出版されたのはヴォルテールの『カンディード』とハーマン・メルヴィルの『白鯨』の再版本である。この挿絵はケントが描いた。
1930年代、現代文学や児童書の出版を行った。この頃から「ペーパーバック革命」と呼ばれる出版ブームが起きていた。1934年、発禁処分を受けたジェイムズ・ジョイスの『ユリシーズ』を出版し名をはせた。その後、トルーマン・カポーティ（『ティファニーで朝食を』や『冷血』の作者）やユージン・オニール（ノーベル文学賞受賞）、ジョン・オハラ、ジェームズ・ミッチェナーなど、人気作家の著書を次々と出版した。
1940年代、辞書出版に参入した。最初に出版されたのは「American College Dictionary」（1947年）である。その後、「Random House Dictionary of the English Language」大辞典（1966年）を出版した。後に日本語版として『小学館ランダムハウス英和大辞典』が出版された。現在は「Random House Webster's College Dictionary」を出版している。またカナダにも進出した（1944年）。

### 1950年年代から1970年代
1959年、上場。1965年、ベネット・サーフは引退し、会社はRCAに売却された。1960年代以降、有力な出版社を次々と買収し、拡大路線に入った。アルフレッド・エー・クノッフ（1960年）やパンテオン・ブックス（1961年）、バランタイン・ブックス（1973年）などである。

### 1980年代から2000年代
1980年、アドバンス・パブリケーションに売却された。一方でイギリスに進出した（1987年）。またフォーセット・ブックス（1982年）やビラード・ブックス（1983年）、タイムズ・ブックス（1984年）、フォーダーズ・トラベルガイド（1986年）、クラウン・パブリッシング・グループ（1988年）などの出版社の買収も続け、企業規模は拡大した。
1998年、ドイツのメディア・コングロマリット、ベルテルスマンに売却された。ベルテルスマンの所有するバンタム・ブックスやダブルデイと合流し、企業規模はさらに拡大した。また世界中に進出した。2003年には「ランダムハウス講談社」（後の武田ランダムハウスジャパン）が設立された。

### 2010年代
電子書籍の台頭によりビジネスが変化する中、ランダムハウスはイギリスのピアソン傘下でやはり大手の一角であるペンギン・ブックスとの合併を発表。2013年、ペンギン・ランダムハウスを設立した。

## 組織
世界16カ国に進出し、各国ごとに子会社がある。子会社は傘下のインプリントをいくつかのグループに分けて統括している。

### アメリカ合衆国

#### ランダムハウス・パブリッシング・グループ
- モダン・ライブラリー - 元祖ランダムハウス。
- バランタイン・ブックス - 3000タイトルを保有するアメリカ屈指の出版社の1つ[2]。
  - デル・レイ・ブックス -  アイザック・アシモフの著作などSFやファンタジー。最近は日本の漫画の英語版も出版している。

#### クノッフ・ダブルデイ・パブリッシング・グループ
- アルフレッド・エー・クノッフ - 硬派の文芸図書で知られている[7]。村上春樹の英訳版を出版している。
- ダブルデイ
- パンテオン・ブックス - クルト・ヴォルフが設立した出版社。最近は『マウス』（ピューリッツァー賞受賞）のようなアメリカン・コミックスにも力を入れている。

#### ランダムハウス・チルドレンズ・ブックス
世界最大の英語児童書の出版グループ。ドクター・スース『キャット・イン・ザ・ハット』『いじわるグリンチのクリスマス』やルース・スタイルス・ガネット『エルマーのぼうけん』など。
- ゴールデンブックス - 絵本の出版社。
- プリンストン・レビュー - 受験参考書の出版。

#### RHデジタルパブリッシング・グループ
- フォーダーズ・トラベル - 世界最大の英語旅行観光情報の出版社。

## 関連文献
- ベネット・サーフ『アト・ランダム　ランダム・ハウス物語』 木下秀夫訳、早川書房、1980年
  - 『ランダム・ハウス物語』 ハヤカワ文庫（上下）、1989年